# Embalse de Vega de Tera
El embalse de Vega de Tera fue un pequeño aprovechamiento hidroeléctrico español situado en el curso del río Tera a su paso por la comarca de Sanabria, construido entre 1954 y 1956 con calidad deficiente.
El embalse formó parte de un sistema más amplio de lagos artificiales y canales denominado Salto de Moncabril que surgieron de la necesidad de obtener fuentes de energía durante el franquismo. 
La escasez de presupuesto hizo que esta construcción se realizara de forma deficiente y que la noche del 9 de enero de 1959, tras la rotura de la presa, tuviera lugar la catástrofe de Ribadelago. El derrumbe de la presa liberó más de ocho millones de metros cúbicos de agua que se dirigieron hacia el cañón del río Tera y que, en su bajada, arrasó el pueblo de Ribadelago, por lo que provocó la muerte o desaparición de 144 personas. Esta catástrofe, tuvo lugar tan solo dos años después de la finalización de la construcción de la presa y es la segunda mayor tragedia en España en cuanto a número de víctimas mortales por rotura de presa, tras la del pantano de Puentes.